# Sportovec roku 1960

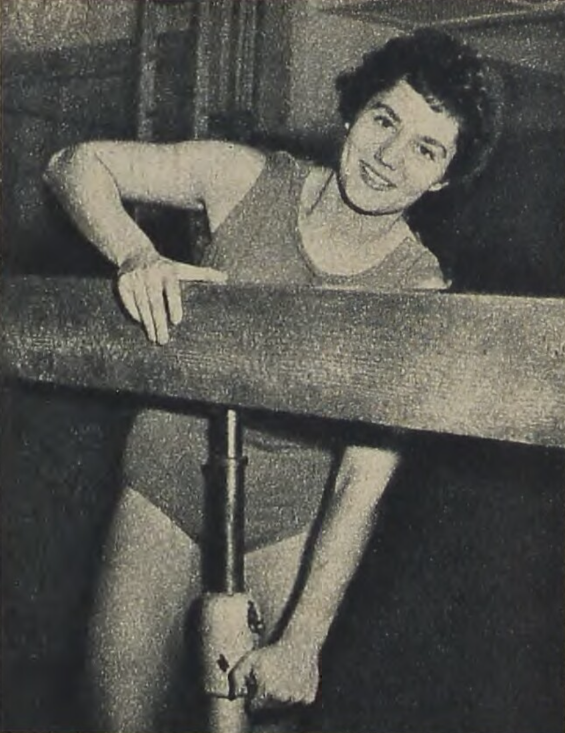
Eva Bosáková

Sportovec roku 1960 byl druhý ročník ankety sportovních novinářů o nejlepšího sportovce Československa. Vítězkou se stala sportovní gymnastka Eva Bosáková. Toho roku přivezla zlato z olympijských her v Římě. Stala se první ženskou vítězkou ankety.

## První desítka
1. Eva Bosáková (sportovní gymnastika)
2. Václav Kozák – Pavel Schmidt (veslování)
3. Bohumil Němeček (box)
4. Karol Divín (krasobruslení)
5. Dana Zátopková (atletika)
6. Ladislav Bezák (letecká akrobacie)
7. Zdeněk Kaplan a Božena Rejzlová (parašutismus)
8. Bohumil Kubát (zápas)
9. volejbalisté Československa (volejbal)
10. Viliam Schrojf (fotbal)